# Östra klocktornet, Nyköping

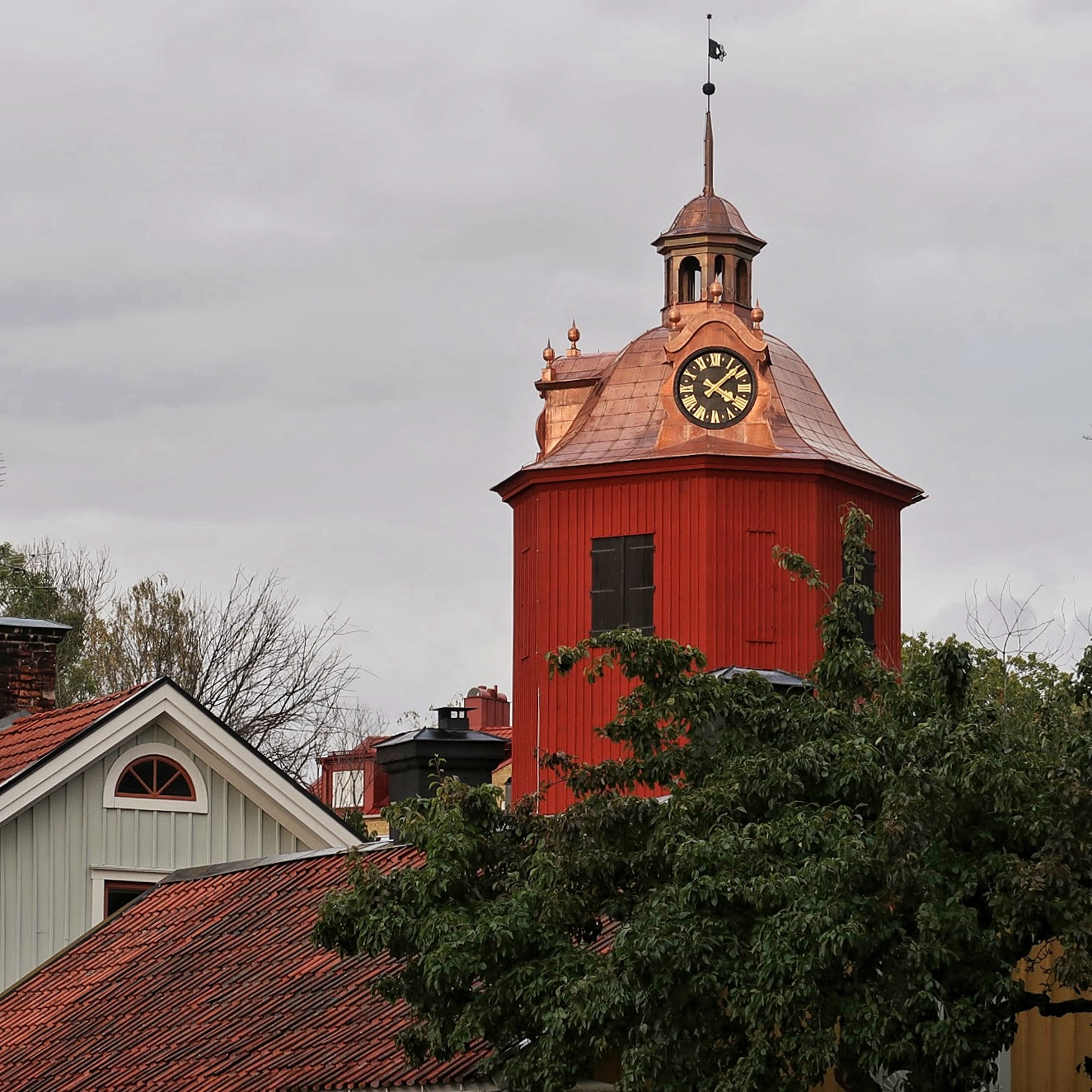
Det återuppbyggda klocktornet invigdes 29 september 2019.

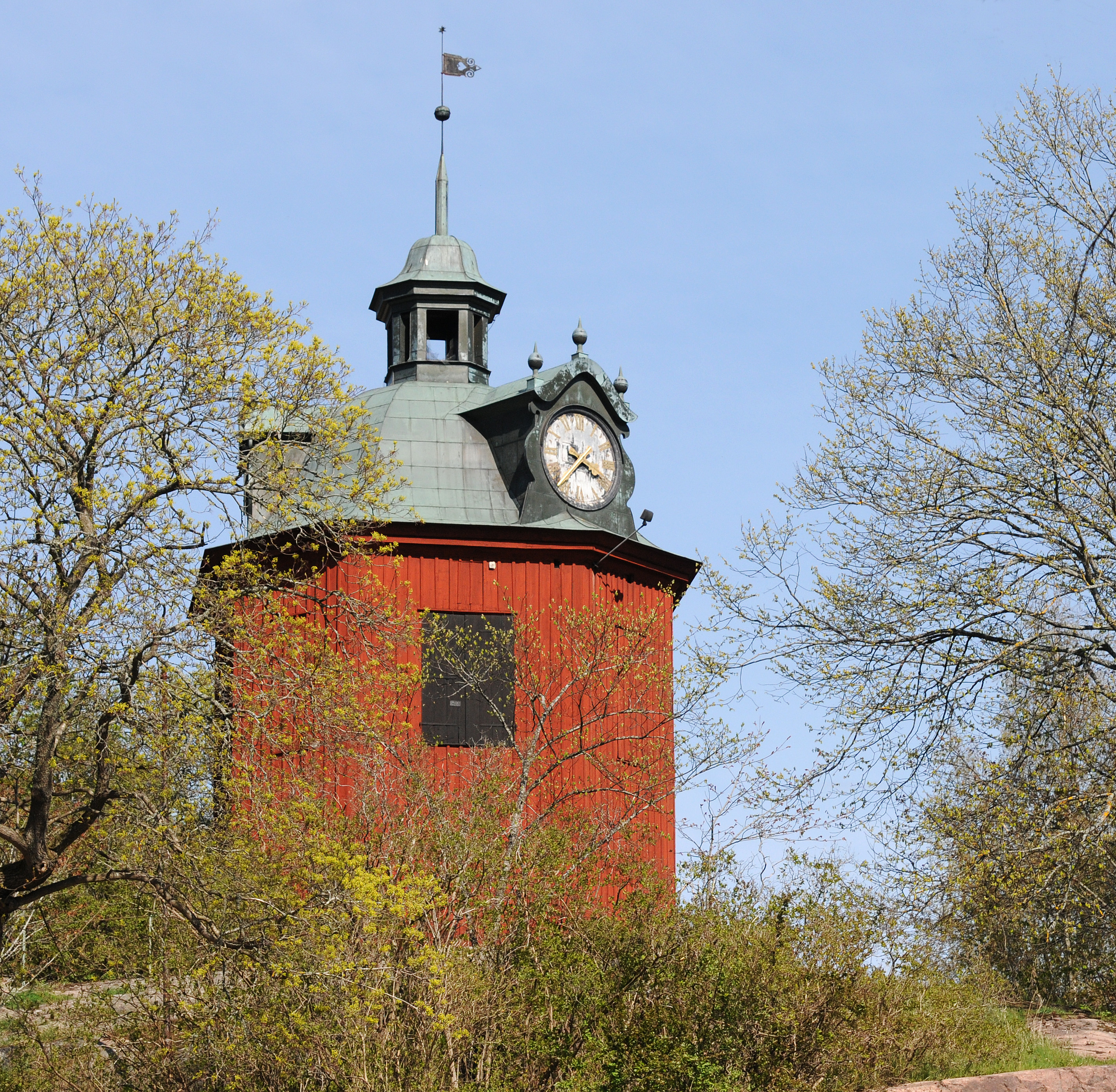
Östra klocktornet, fotograferat före branden 2017.

Östra klocktornet är ett klocktorn (klockstapel) vid Alla Helgona kyrka i Nyköping, Södermanlands län.

## Historik
Platsen har haft fem efter varandra uppförda klocktorn. 
Det första tornet uppfördes 1625 och brann ner 1634. 
Ett nytt byggdes 1648 och brann ner vid den stora stadsbranden i Nyköping 1665. 
1675 uppfördes det tredje klocktornet. Det brändes ner av den ryska galärflottan 1719. 
Det fjärde tornet uppfördes 1725, under ledning av rådmannen och borgmästaren Peter Baillet. Detta torn totalförstördes i en brand (troligen orsakad av ett elfel) den 2 juni 2017. Klocktornet hade tre klockor, gjutna 1668, 1675 och 1725 (omgjuten efter branden 1719).
Den 29 september 2019 välsignades det återuppbyggda och rekonstruerade klocktornet av biskop Johan Dalman. Rekonstruktionen var möjlig genom en noggrann dokumentation utförd av KTH-studenter. De tre nytillverkade klockorna i brons är gjutna i Norge.